# John Hamilton Roberts
John Hamilton Roberts, kanadski general, * 21. december 1891, † 17. december 1962.